# Eulioptera bilobata
Eulioptera bilobata är en insektsart som beskrevs av David R. Ragge 1980. Eulioptera bilobata ingår i släktet Eulioptera och familjen vårtbitare. Inga underarter finns listade i Catalogue of Life.